# Mellansels flygplats
Mellansels flygplats (ICAO-kod ESUI) är en flygplats ca 4 km söder om Mellansel.

## Historia
Mellansels flygplats öppnade den 1 juli 1973 när det första segelflygplanet från Örnsköldsviks segelflygklubb landade. Flygfältet hade byggts av klubben med början 1968 när sökandet efter en lämplig plats började. Örnsköldsviks Segelflygklubb bildades ur Norra Ångermanlands flygklubb som hade flyttat sin verksamhet till Örnsköldsvik Airport som inte var lämplig för segelflyg eftersom den låg för nära havet och saknade termik. Segelflygverksamheten flyttades från sommarfältet på Olofsforsfältet i Nordmaling och vinterverksamheten på Hägglundsfältet och Höglandsjön.

## Verksamhet
Flygplatsen används huvudsakligen för ultralätt flygverksamhet. Landningsbanan är 850 meter lång, 40 meter bred av gräs och cirka 75 meter över havet.

## Källhänvisningar
1. ↑  ”Mellansels Flygklubb - Historia”. Mellansels Flygklubb. http://www.mellanselsfk.se/index.php?option=com_content&view=article&id=94&Itemid=76. Läst 7 juni 2013.